# Triphoreae
De Triphoreae vormen een tribus (geslachtengroep) van de Epidendroideae, een onderfamilie van de orchideeënfamilie (Orchidaceae).
Het is een kleine tribus met 4 geslachten en ongeveer 28 soorten orchideeën die, op één uitzondering na, enkel voorkomen in het Neotropisch gebied (Zuid-Amerika).

## Taxonomie
Dressler beschreef in 1981 en 1993 deze tribus met daarin drie geslachten, Triphora, Monophyllorchis en Psilochilus. Op basis van recent DNA-onderzoek werd daar het geslacht Diceratostele aan toegevoegd.
- Subtribus: Diceratostelinae
  - Geslacht:
    - Diceratostele
- Subtribus: Triphorinae
  - Geslachten:
    - Monophyllorchis
    - Psilochilus
    - Triphora